# Crataegus oxyacantha
El nom Crataegus oxyacantha, actualment obsolet, s'ha emprat per designar diferents espècies del gènere Crataegus, amb abast diferent segons els autors, de manera que el nom ha estat finalment rebutjat per ambigu. Les plantes que incloïa s'inclouen sobretot a les espècies Crataegus laevigata i Crataegus monogyna i alguns híbrids, i probablement també se n'hi havia inclòs de l'espècie Crataegus rhipidophylla.
Tot i això, en alguna bibliografia farmacèutica, obsoleta des del punt de vista botànic, se segueix fent servir el terme Crataegus oxyacantha com si es referís a una espècie, amb la consegüent confusió entre característiques, distribució i propietats medicinals de les diferents espècies afectades.